# Dunakeszi politikatörténete
Dunakeszi lakosságszáma 1990 és 2020 között több mint kétszeresére nőtt. A város vezetői számos kihívással találták és találják magukat szemben. Eleinte a város utcái burkolatának hoánya, a szennyvíz-elvezetés megoldatlansága, a hulladéklerakó használata álltak a fókuszpontban. A 2000-es évek közepétől a sok kiköltöző révén az alvóvárossá válás fenyegette a várost. Ennek ellensúlyozására a helybeni munkahelyteremtést, illetve a "dunakeszi közösségtudat" erősítését tűzték ki feladatukként. Kiemelt kérdés volt az úthálózat fejlesztése, illetve a köznevelési és közoktatási infrastruktúra kibővítése, továbbfejlesztése is.
A városban minden jelentősebb magyarországi párt tartott és tart fenn szervezetet. A demokratikus átalakulást követően, először Örményi Lászlót (1990-1994), majd a korábbi tanácselnököt, Villási Lászlót választották meg polgármesterré, akit az előbb az SZDSZ, majd 1998- tól a Lokálpatrióták és 2002-től a FIDESZ támogatta Kecskeméthy Géza követett. 2010 óta Dióssi Csaba (FIDESZ-KDNP) áll Dunakeszi élén, aki 2010-ben a parlamenti választásokon országgyűlési mandátumot is szerzett.
A város képviselő-testületének létszámát a mindenkori törvények határozzák meg, jelenleg (2020) 15 fős testület működik, amelyben a FIDESZ-KDNP 9 képviselővel bír, 5 ellenzéki és 1 független képviselő dolgozik. Alpolgármestereinek száma: 3 fő.

## A demokratikus átmenet és az önkormányzatiság kialakulása
1989 januárjára Dunakeszin és érzékelhető volt, hogy új politikai irányvonalak alakulnak ki. Az Országgyűlés 1990 augusztusában fogadta el az önkormányzati törvénycsomagot (1990. évi LXIV., LXV., LXVII. törvények), amely a tanácsrendszer felszámolásával visszaadta a településeknek saját önkormányzataikat. Működésük gazdasági alapját az önkormányzatok által kezelt állami vagyonból biztosította, valamint törekedett arra, hogy bevételeik lehető legnagyobb része ne normatív, központi forrásból származzon. Az önkormányzat élén az 1994 óta közvetlenül választott polgármester áll. Fő feladata a hivatal irányítása, az önkormányzat hivatalos képviselete, a testületi döntések végrehajtása. Munkáját az SZMSZ által meghatározott számú alpolgármester segíti. A hivatal operatív vezetése a jegyző feladata. A jegyző nem választott, hanem kinevezett tisztviselő, aki meghatározott előírások szerinti pályáztatás útján nyeri el pozícióját. Bizonyos feladatköröket (pl. ifjúságvédelem, vagyongazdálkodás, stb.) ellátó tisztviselőt választhat a képviselő-testület is, ezeket tanácsnokoknak nevezik.

## Az első önkormányzati ciklus (1990–1994)
Az 1990. őszi önkormányzati választások során megválasztott dunakeszi képviselő-testület alakuló ülésére 1990. október 29-én került sor. Egyéni választókerületből 14, listáról 13 képviselő került a testületbe. A cigány kisebbség „szószólójaként” Kertész Lóránt, bár mandátumot nem nyert, tanácskozási jogot kapott a testületi üléseken. 
Dunakeszi Város Képviselő-testületének 1990-ben egyéni mandátumot nyert tagjai
| 1. vk.            | Ádám László         | SZDSZ                                         |
| 2. vk.            | Dr. Galántai Ambrus | független                                     |
| 3. vk.            | Bauer Márton        | SZDSZ–Fidesz                                  |
| 4. vk.            | Dr. Barna Judit     | SZDSZ                                         |
| 5. vk.            | Seltenreich József  | Fidesz                                        |
| 6. vk.            | Döbör Ferenc        | SZDSZ                                         |
| 7. vk.            | Bán Mihály          | FKGP–MDF                                      |
| 8. vk.            | Kliment Géza        | SZDSZ                                         |
| 9. vk.            | Fidel Gábor         | SZDSZ                                         |
| 10. vk.           | Halmágyi József     | SZDSZ                                         |
| 11. vk.           | Dr. Örményi László  | SZDSZ                                         |
| 12. vk.           | Németh István       | SZDSZ                                         |
| 13. vk.           | Dr. Kindler József  | MDF                                           |
| 14. vk.           | Dr. Koppány Miklós  | független                                     |
| Listás képviselők |                     |                                               |
|                   | Bányai István       | SZDSZ                                         |
|                   | Enyingi Lajos       | SZDSZ                                         |
|                   | Kovács Árpád        | SZDSZ                                         |
|                   | Sziráki Jánosné     | SZDSZ                                         |
|                   | Décsi Attiláné      | SZDSZ                                         |
|                   | Csaplár Judit       | SZDSZ                                         |
|                   | Dr. Gauland Mária   | Dunakeszi Nagycsaládosok Egyesülete           |
|                   | Greskovits János    | Dunakeszi Nagycsaládosok Egyesülete           |
|                   | Tóth József         | FKGP                                          |
|                   | Hámor József        | Dunakeszi Városvédő és Városszépítő Egyesület |
|                   | Varga Lajos         | MSZP                                          |
|                   | Péter Zsolt Csaba   | Fidesz                                        |
|                   | Apor Péter          | Fidesz                                        |

A testület döntést hozott a Dunakeszi Város Önkormányzata és a Dunakeszi Város Polgármesteri Hivatala formulák használatáról, és a testületi ülésekre hivatalból meghívandó személyekről.
A polgármesteri posztra a testület tagjai részéről jelölés érkezett dr. Örményi László és dr. Galántai Ambrus személyére, a szavazást 21:5 arányban dr. Örményi László nyerte, így ő lett Dunakeszi Város polgármestere. Az új képviselő-testület az 1990. november 30-ai ülésen bizottságot állított fel azoknak a köztereknek az átnevezésére, amelyeket a korábbi rendszer saját ideológiája mentén neveztek el. Határozatot hoztak a díszpolgári cím, valamint a Dunakeszi Városért kitüntetés formájáról és feltételeiről. Az adományozás időpontja minden év április 1-je, a várossá nyilvánítás évfordulójának ünnepe lett. Az 1991. január 10-ei, első testületi ülésen megválasztották a város jegyzőjét dr. Hajas István korábbi VB-titkár személyében.
Az év folyamán döntöttek új városi címer terveztetéséről, újabb város kitüntetést alapítottak Dunakeszi Város Bronz Plakettje néven. Ezt olyan személyeknek vagy csoportoknak adományozhatták, akik és amelyek magatartásukkal, eredményeikkel Dunakeszi vagy az ország felemelkedéséhez, megismeréséhez, jó hírnevének öregbítéséhez jelentős mértékben hozzájárultak, de egyéb városi kitüntetés elnyerésének feltételei nem állnak fent.
1992. május 31-én időközi választást tartottak a dunakeszi 14. sz. egyéni választókerületben, ahol dr. Balogh L. Csaba (MDF), Kiss Péter (Fidesz) és Mártány Gábor (független) indult az 1740 választásra jogosult állampolgár voksaiért. Mivel a szavazás érvénytelen volt (14,48%-os részvételi arány), a június 14-ei második fordulóra halasztódott a döntés. Ekkor 260 szavazó járult az urnák elé, és többségük Kiss Péterre adta voksát.
Dr. Galántai Ambrus független képviselő 1993. év végi lemondása miatt, időközi választást tartottak Dunakeszi 2. sz. egyéni választókerületében. A választás végeredményeképpen 1600 választópolgár 371 érvényes szavazatot adott le. A jelöltek közül Papp József (MSZP) 147, Kárpáti Zoltán (Fidesz) 107, Kundlya János (SZDSZ) 60, Magyar János (MIÉP) 37, és Varga Ernő (független) 20 szavazatot kapott. Ennek megfelelően a körzet új képviselője Papp József lett.
A szeptember elején megtartott testületi ülésen döntöttek arról, hogy a városi fűtőmű 1995. január 1-jével gazdasági társasággá alakul, Termidor Ipari, Kereskedelmi és Szolgáltató Kft. néven, vezetőjévé Hoffer Ottót nevezték ki.

## A második önkormányzati ciklus (1994–1998)

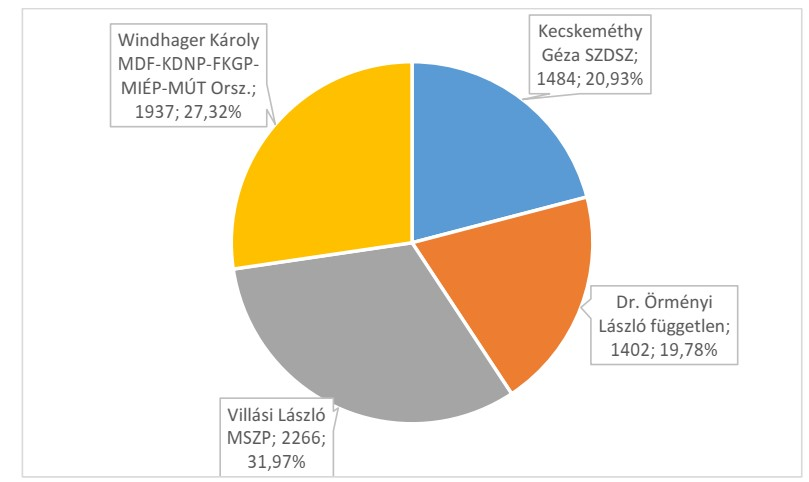
A polgármester-választás eredményei 1994-ben, Dunakeszin (forrás: www.valasztas.hu)

Az 1994. december 11-ei önkormányzati választásokon a polgármestert már közvetlenül választották, a nyertes jelölt a leadott szavazatok 32 százalékával Villási László lett.
Dunakeszi Város Képviselő-testületének 1994-ben mandátumot szerzett tagjai
| 1. vk.             | Hámor József       | Dunakeszi Városvédő és Városszépítő Egyesülete |
| 2. vk.             | Papp József        | MSZP                                           |
| 3. vk.             | Kárpáti Zoltán     | Fidesz                                         |
| 4. vk.             | Fittler József     | MDF-FKGP-MIÉP-MÚK                              |
| 5. vk.             | Apor Péter         | Fidesz                                         |
| 6. vk.             | Kecskeméthy Géza   | SZDSZ                                          |
| 7. vk.             | Budai László       | MSZP                                           |
| 8. vk.             | Kliment Géza       | Dunakeszi Városvédő és Városszépítő Egyesülete |
| 9. vk.             | Almásy Magdolna    | MSZP                                           |
| 10. vk.            | Borbély Emma       | Dunakeszi Városvédő és Városszépítő Egyesülete |
| 11. vk.            | Virág Péter        | MDF-FKGP-MIÉP-MÚK                              |
| 12. vk.            | Skripeczky István  | MDF-FKGP-MIÉP-MÚK                              |
| 13. vk.            | Jankovich László   | Dunakeszi Nagycsaládosok Egyesülete            |
| 14. vk.            | Filip György       | MSZP                                           |
|                    |                    |                                                |
| Listás képviselők: |                    |                                                |
|                    |                    |                                                |
|                    | Dér Győző          | MDF-FKGP-MIÉP-MÚK                              |
|                    | Dr. Gauland Mária  | Dunakeszi Nagycsaládosok Egyesülete            |
|                    | Gaál András        | SZDSZ                                          |
|                    | Kiss Péter         | Fidesz                                         |
|                    | Koós Anna          | MSZP                                           |
|                    | Kovács Árpád       | SZDSZ                                          |
|                    | Madár Gyula        | MSZP                                           |
|                    | Seltenreich József | Fidesz                                         |
|                    | Windhager Károly   | MDF-FKGP-MIÉP-MÚK                              |

1995 márciusában Seltenreich József lemondott képviselő-testületi pozíciójáról, helyére Erdész Zoltán került. Változás következett be az Ifjúsági és Sportbizottság élén is, Kliment Gézát 1995 szeptemberében Fittler József váltotta a poszton.
A Belügyminisztérium 1996-ban 142 millió forintért megvásárolta a Hotel Dunakeszit, ahová december 31-ig átköltözött a városi rendőrkapitányság. 1996. november 1-jei hatállyal a városi rendőrkapitányság élén Weltner Sándort Besenyei Gábor váltotta fel.
Villási László polgármester 1996. december 11-ei hatállyal – egészségi állapota miatt – lemondott pozíciójáról. A bejelentést a 12-ei testületi ülésen tette meg Kecskeméthy alpolgármester. Az időközi polgármester-választásra 1997. április 5-én került sor, amelyen négy jelölt indult a megüresedett posztért: az alpolgármester, Kecskeméthy Géza, dr. Magyar György, dr. Galántai Ambrus, valamint Windhager Károly. A választáson végül – a szavazatok 44,93%-át elnyerve – az addigi alpolgármester, Kecskeméthy Géza lett a város új vezetője.
1998. május 10-én tartották meg az országgyűlési választások első fordulóját a Pest megyei 3. sz. választó körzetben is, ahol Tóth András (MSZP), dr. Salamon László (Fidesz) és Lévai Sándorné (FKGP) ért el olyan eredményt, hogy a második fordulóba jutott. A május 24-ei második fordulóban 46,81%-os eredménnyel dr. Salamon Pál, a Fidesz-MPP jelöltje nyert. Tóth András a voksok 42,62, míg Lévai Sándorné 10,57%-át szerezte meg.

## A harmadik önkormányzati ciklus (1998–2002)

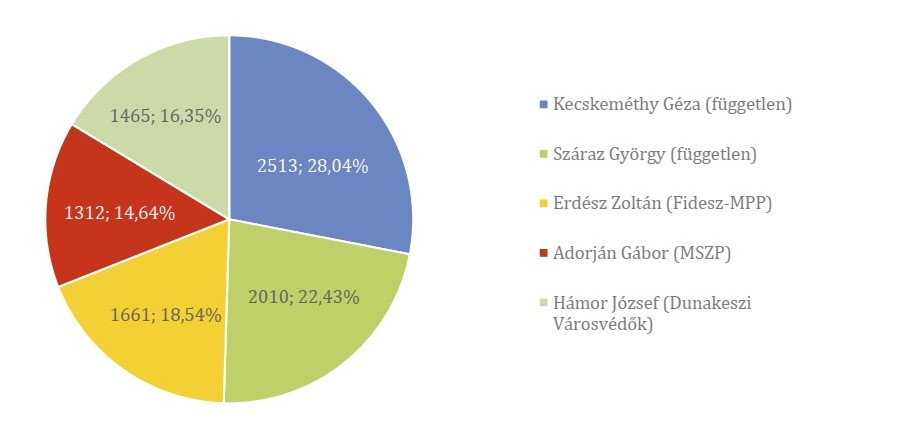
A dunakeszi polgármester-választás eredménye, 1998 (forrás: www.valasztas.hu)

Az 1998. évi önkormányzati választásokat követően Dunakeszi képviselő-testületének alakuló ülése október 29-én ült össze. Kecskeméthy Géza korábbi polgármestert a dunakeszi lakosok újraválasztották, egyéni körzetben 14, kompenzációs listán 9 képviselő jutott a testületbe. Ebben az évben került sor először kisebbségi önkormányzati választásokra is, ennek eredményként a cigány kisebbség öt fővel képviseltette magát a kisebbségi önkormányzat képviselő-testületben.
Dunakeszi város képviselő-testületének 1998-ban mandátumot szerzett tagjai
| 1. vk.             | Nagy Imre          | MSZP                                |
| 2. vk.             | Kollár Albin       | független                           |
| 3. vk.             | Kárpáti Zoltán     | Fidesz                              |
| 4. vk.             | Seltenreich József | Fidesz                              |
| 5. vk.             | Apor Péter         | Fidesz                              |
| 6. vk.             | Kovács László      | független                           |
| 7. vk.             | László Zoltán      | FKGP                                |
| 8. vk.             | Kliment Géza       | független                           |
| 9. vk.             | Fodor Sándorné     | Fidesz                              |
| 10. vk.            | Bus Antal          | független                           |
| 11. vk.            | Virág Péter        | Szövetség Dunakesziért              |
| 12. vk.            | Skripeczky István  | Szövetség Dunakesziért              |
| 13. vk.            | Filip György       | MSZP                                |
| 14. vk.            | Jankovich László   | Dunakeszi Nagycsaládosok Egyesülete |
| Listás képviselők: |                    |                                     |
|                    | Halmágyi József    | Dunakeszi Polgárok Szövetsége       |
|                    | Magyar János       | Dunakeszi Polgárok Szövetsége       |
|                    | Erdész Zoltán      | Fidesz                              |
|                    | Homolya József     | Fidesz                              |
|                    | Kiss Péter         | Fidesz                              |
|                    | Bauer Márton       | FKGP                                |
|                    | Adorján Gábor      | MSZP                                |
|                    | Gerő Dániel        | MSZP                                |
|                    | Windhager Károly   | Szövetség Dunakesziért              |

Az alpolgármesterek Erdész Zoltán és László Zoltán lettek. A tanácsnoki tisztséget Magyar János kapta meg. 2000 májusában az 1998-ban listás képviselőként bekerült Homolya József lemondott képviselői mandátumáról, helyére június 15-ei hatállyal Dióssi Csaba került. 2001-ben dr. Hajas István lemondása után a korábbi aljegyző, dr. Dóczi István töltötte be a pozíciót, egészen 2004-ig. 1998. február 1-jei hatállyal Gerőné Ladányi Anna lett a város főépítésze; a Szakorvosi Rendelőintézet élére 1999. augusztus 1-jén dr. Czalbert Halassi János került. 1998-tól az Ifjúsági- és Sportbizottság élére Seltenreich József kerül, s marad egészen 2010-ig, amikor a bizottsági struktúra helyett, tanácsnoki rendszer kerül kialakításra, onnantól Ifjúsági- és Sporttanácsnok.
2000. évtől a Dunakeszi Önkormányzati Intézmények Gazdasági Ellátó Szervezetének vezetőjévé Seltenreich Józsefet nevezi ki a testület, az intézmény 2001.-től új helyre, a Zeneiskolából a Vasút utcába költözik 2012-es megszűnéséig.
2000.-től új városi rendezvényként megindul a Városi Gyermeknap, ennek szervezési feladatait az Önkormányzattól Seltenreich József kapja 12 éven át, először a Magyarság Sportpályán, majd a Kinizsi Sportpályán kerülnek megrendezésre kb.  3000 gyermek és szülő vesz részt rajta évről-évre.
A 2002 áprilisában megtartott országgyűlési választások eredményeképpen a Pest megyei 3. sz. választókörzetben egyéni mandátumot nyert Tóth András (MSZP), listán bejutott Erdész Zoltán (Fidesz-MPP) és dr. Salamon László (Fidesz-MPP) is.

## A negyedik önkormányzati ciklus (2002–2006)

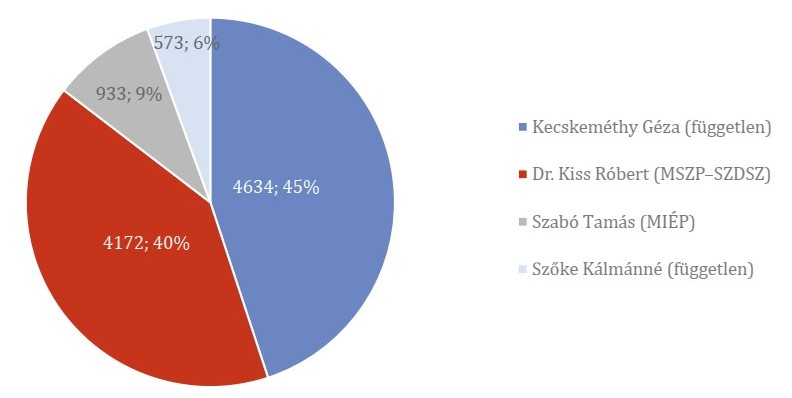
A dunakeszi polgármester-választás eredménye, 2002 (forrás: www.valasztas.hu)

2002. október 20-án zajlott le a soron következő önkormányzati választás, a polgármester ismét Kecskeméthy Géza lett. Az MSZP–SZDSZ koalíció 11, a Fidesz 4, a Lokálpatrióta kör 6, a MIÉP és a DPSZ 1-1 mandátumot szerzett.
Dunakeszi Város Képviselő-testületének 2002-ben mandátumot szerzett tagjai
| 1. vk.             | Asztalos Armand Csaba     | MSZP–SZDSZ                                                   |
| 2. vk.             | Molnárné Zolyomi Julianna | MSZP–SZDSZ                                                   |
| 3. vk.             | Calvache László Francisco | MSZP–SZDSZ                                                   |
| 4. vk.             | Póczik Anita              | MSZP–SZDSZ                                                   |
| 5. vk.             | Palásti Béla              | MSZP–SZDSZ                                                   |
| 6. vk.             | Kovács László             | Dunakeszi Lokálpatrióta Kör                                  |
| 7. vk.             | László Zoltán             | Dunakeszi Lokálpatrióta Kör                                  |
| 8. vk.             | Kliment Géza              | Dunakeszi Lokálpatrióta Kör                                  |
| 9. vk.             | Pintér Béla               | MSZP–SZDSZ                                                   |
| 10. vk.            | Balogh Ferenc             | MSZP–SZDSZ                                                   |
| 11. vk.            | Farkas István             | MSZP–SZDSZ                                                   |
| 12. vk.            | Skripeczky István         | Dunakeszi Lokálpatrióta Kör                                  |
| 13. vk.            | Dr. Kiss Róbert           | MSZP–SZDSZ                                                   |
| 14. vk.            | Hircz Tamás Lajos         | MSZP–SZDSZ                                                   |
| Listás képviselők: |                           |                                                              |
|                    | Bauer Márton              | Dunakeszi Lokálpatrióta Kör                                  |
|                    | Dióssi Csaba              | Fidesz                                                       |
|                    | Erdész Zoltán             | Fidesz                                                       |
|                    | Halmágyi József           | Dunakeszi Polgárok Szövetsége                                |
|                    | Kárpáti Zoltán            | Fidesz                                                       |
|                    | Kollár Albin              | Dunakeszi Lokálpatrióta Kör                                  |
|                    | Seltenreich József        | Fidesz                                                       |
|                    | Stehlik Ferenc            | MSZP–SZDSZ                                                   |
|                    | Szabó Tamás               | MIÉP                                                         |
|                    |                           |                                                              |
|                    | Györfi György             | szavazati joggal rendelkező kisebbségi kompenzációs mandátum |

Dunakeszin cigány és lengyel kisebbségi önkormányzat alakult, 5-5 fővel. Létrejött a vagyonnyilatkozat-tételt ellenőrző bizottság, tagjai Dióssi Csaba, Balogh Ferenc és Pintér Béla képviselők lettek.
A november 28-ai ülésen megalakultak az önkormányzati bizottságok, egyúttal a tanácsnokokat is megválasztották: Györfi György, kisebbségi és foglalkoztatáspolitikai tanácsnok lett, Pintér Béla akadálymentesítési és esélyegyenlőségi, Kliment Géza kegyeleti és egyházügyi, Póczik Anita kormányzati kapcsolati, Kárpáti Zoltán testvérvárosi és Halmágyi József önkormányzati számvevői tanácsnoki megbízást kapott. Ugyanekkor választották meg az alpolgármestereket. A frakciók közötti megegyezés szerint két főállású, és egy társadalmi állású alpolgármestert választottak. A főállású alpolgármesterek ismét Erdész Zoltán, illetve László Zoltán lettek. Társadalmi állású alpolgármesternek Szabó Tamást választották.
2003. augusztus folyamán Hircz Tamás képviselő bejelentette, hogy kilép az MSZP-frakcióból, ezt követően független képviselőként kezdett tevékenykedni, majd 2005. februárban belépett a lokálpatrióta frakcióba. A 2004. március 18-ai ülésen Györfi György jelezte: immár nem független, hanem lokálpatrióta képviselőként működik a testületben.
2004 első félévében a jegyzői feladatokat – dr. Dóczi István tartós betegsége miatt – dr. Illés Melinda töltött be. Dr. Dóczi István augusztus 15-én hunyt el, az önkormányzat a városi köztemetőben díszsírhelyet biztosított számára. Az új jegyző dr. Illés Melinda lett. A Dunakeszi Rendőrkapitányság élén dr. Besenyei Gábort dr. Juhász István váltotta.

## Az ötödik önkormányzati ciklus (2006–2010)

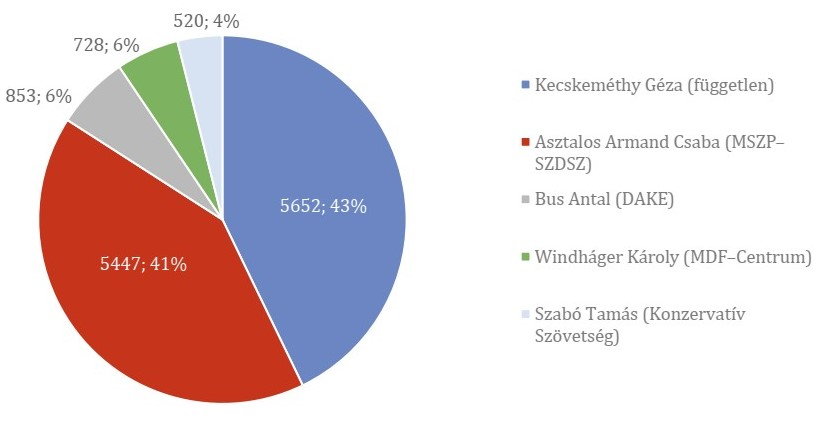
A dunakeszi polgármester-választás eredménye, 2006 (forrás: www.valasztas.hu)

A 2006. évi önkormányzati választásokon ismét Kecskeméthy Géza lett a polgármester. 14 képviselő egyéni választókerületben, további 9 pedig kompenzációs listán szerzett mandátumot.
Dunakeszi Város Képviselő-testületének 2006-ban mandátumot nyert tagjai
| 1. vk.             | Molnárné Zolyomi Julianna | MSZP–SZDSZ        |
| 2. vk.             | Kárpáti Zoltán            | Fidesz–KDNP       |
| 3. vk.             | Póczik Anita              | MSZP–SZDSZ        |
| 4. vk.             | Palásti Béla              | MSZP–SZDSZ        |
| 5. vk.             | Stehlik Ferenc            | MSZP–SZDSZ        |
| 6. vk.             | Kliment Géza              | független         |
| 7. vk.             | Fodor Sándorné            | Fidesz–KDNP       |
| 8. vk.             | Balogh Ferenc             | MSZP–SZDSZ        |
| 9. vk.             | Bisztrai Tibor László     | Fidesz–KDNP       |
| 10. vk.            | Bocsák Istváné            | Fidesz–KDNP       |
| 11. vk.            | Sáreczky Imre             | Fidesz–KDNP       |
| 12. vk.            | Dióssi Csaba              | Fidesz–KDNP       |
| 13. vk.            | Hircz Tamás Lajos         | Lokálpatrióta Kör |
| 14. vk.            | Erdész Zoltán             | Fidesz–KDNP       |
| Listás képviselők: |                           |                   |
|                    | Bottyán Tibor             | Fidesz-KDNP       |
|                    | Seltenreich József        | Fidesz-KDNP       |
|                    | Vincze Géza               | Fidesz-KDNP       |
|                    | Bauer Márton              | Lokálpatrióta Kör |
|                    | Kovács László             | Lokálpatrióta Kör |
|                    | Asztalos Armand Csaba     | MSZP-SZDSZ        |
|                    | Dr. Kiss Róbert           | MSZP-SZDSZ        |
|                    | Sótonyi Tamás             | MSZP-SZDSZ        |
|                    | Dr. Váczi Árpád           | TIÉD Egyesület    |

Az alakuló ülésen Erdész Zoltánt, majd 2007. augusztus 1-jei hatállyal Dióssi Csabát választották alpolgármesternek. Az új ciklusban a már korábban működő cigány és lengyel mellett bolgár, illetve német kisebbségi önkormányzat is alakult.
A 2008-as gazdasági világválság hatásai Dunakeszit sem kímélték: október 30-án Kecskeméthy polgármester bejelentette, hogy megszorító intézkedések megtételére van szükség a város működésében is. A polgármester és az alpolgármesterek a továbbiakban nem használtak hivatali gépjárművüket, és az alpolgármesterek számát egyre csökkentették (Erdész Zoltán február végétől társadalmi megbízatású alpolgármesterként működött). Jelentősen csökkentették a bizottságok létszámát és összetételét. Nyolc bizottság helyett csak három működésére tettek javaslatot. A Polgármesteri Hivatal munkavállalóinak létszámát is csökkentették mintegy 20%-kal: 133 főről 109 főre. A testület a ciklus hátralévő részében ezen szisztéma szerint működött.
A 2009. évi európai parlamenti választásokon a város 29.542 szavazásra jogosult polgára közül 12.135 fő (41,08%) ment el szavazni. Az érvényes szavazatok száma 12.072 (99,47 %) volt, ebből 6.173-at, a voksok 51,13%-át a Fidesz-KDNP nyerte el. Az MSZP 17,54%-ot kapott, vagyis 2117 fő támogatta, a Jobbik1910 választópolgár szavazatát (15,82%) szerezte meg. Az MDF 7,48%-ot kapott, a 903 szavazattal. Az ekkor új pártnak számító LMP és a Humanista Párt közös listája Dunakeszin 520 (4,31%) szavazatot kapott. Az SZDSZ-re a választók 2,87%-a (347 fő) voksolt. A Munkáspárt viszont nem tudta átlépni az 1%-os arányt sem.
Balogh Ferenc önkormányzati képviselő 2009. augusztus 13-án elhunyt, így időközi választásokat tartottak a 8. választókörzetben. A jelöltek Balogné Bitter Zsuzsanna, Balogh Ferenc felesége (független jelölt), Bus Antal (független jelölt), Lukácsi Bálint (LMP), Márkusné Kecsmár Ágnes (MSZP), Dr. Thoma Csaba (Fidesz–KDNP) voltak. A választást – 26,39%-os részvételi arány mellett – Bus Antal független képviselő nyert meg.
A 2010. év első negyedévét az országgyűlési választásokra készülődés jellemezte Dunakeszin is. A mandátumot Dióssi Csaba, a Fidesz–KDNP jelöltje szerezte meg, aki az április 11-ei első fordulón 50,34%-os győzelmet aratott.

## A hatodik önkormányzati ciklus (2010–2014)

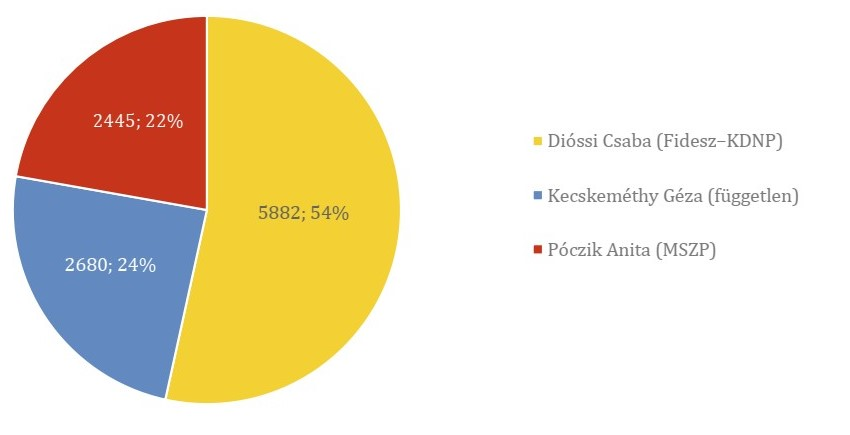
A dunakeszi polgármester-választás eredménye, 2010 (forrás: www.valasztas.hu)

2010. október 3-án került sor az önkormányzati választásokra. A polgármesteri széket Dióssi Csaba nyerte el.
Mivel az új önkormányzati törvény – a lakosságszám arányában – csökkentette az képviselő-testületek létszámát, Dunakeszin a korábbi 24 helyett csak 15 fős testület megválasztására került sor.
Dunakeszi város képviselő-testületének 2010-ben mandátumot nyert tagjai
| 1. vk.             | Vincze Géza        | Fidesz–KDNP |
| 2. vk.             | Kárpáti Zoltán     | Fidesz–KDNP |
| 3. vk.             | Szabó József       | Fidesz–KDNP |
| 4. vk.             | Seltenreich József | Fidesz–KDNP |
| 5. vk.             | Botka Gábor János  | Fidesz–KDNP |
| 6. vk.             | Hircz Tamás Lajos  | független   |
| 7. vk.             | Fodor Sándorné     | Fidesz–KDNP |
| 8. vk.             | Dr. Thoma Csaba    | Fidesz–KDNP |
| 9. vk.             | Bocsák Istvánné    | Fidesz–KDNP |
| 10. vk.            | Erdész Zoltán      | Fidesz–KDNP |
| Listás képviselők: |                    |             |
|                    | Nyíri Márton       | Jobbik      |
|                    | Lukácsi Bálint     | LMP         |
|                    | Ábri Ferenc        | MSZP        |
|                    | Póczik Anita       | MSZP        |

A 15 fős testület minden tagja aláírta azt a megállapodást, amelynek értelmében 2014-ig támogatják a vezetés által ismertetett városfejlesztési koncepciót.
„Mi, Dunakeszi Város önkormányzati képviselői, egyhangúlag elfogadtuk városunk 2010-től 2014-ig tartó városüzemeltetési és városfejlesztési elképzeléseit. Ezúton kinyilvánítjuk, hogy ezen elvek mentén Dunakeszi Város fejlődése érdekében közösen együttműködve kívánunk dolgozni.”
A kisebbségi önkormányzatok közül ebben a ciklusban lengyel önkormányzatot nem alakítottak, viszont – Dunakeszi történetében először – örmény kisebbségi önkormányzat jött létre. A település polgármestere Dióssi Csaba, alpolgármestere Erdész Zoltán lett. Az új ciklusban két bizottság és öt tanácsnok kezdte meg működését. A Fidesz-KDNP frakció vezetője Seltenreich József lett.  A kisebbségi és egyházügyi tanácsnok Szabó József lett, a társadalmi és testvérvárosi kapcsolatokért, valamint a külügyekért Kárpáti Zoltán felelt, környezetvédelmi tanácsnoknak Nyíri Mártont kérték fel, a családügyi tanácsnok Bocsák István Károlyné lett, a sport és ifjúsági ügyekért pedig Seltenreich József tanácsnok felelt. A polgármesteri kabinet vezetője Sipos Dávid lett. December 1-jei hatállyal életre hívták a Programirodát, Csoma Attila vezetésével. A város vezetése ugyanis felismerte, hogy a nagy lakosságszám-növekedés következtében Dunakeszi alvóvárossá vált. Ennek megszüntetése érdekében közösségépítési stratégiát dolgoztak ki, amelynek alapeleme volt, hogy olyan programokat hívjanak életre, amelyek ezt a célt szolgálják, illetve egységes városi arculat kialakítását várták az új szervezeti egységtől.
A 2010. december 9-ei zárt ülésen bejelentették, hogy közös megegyezéssel megszüntetik dr. Illés Melinda jegyző jogviszonyát. Januártól az aljegyző, Németh Lászlóné vitte az ügyeket, majd 2011. október 1-jei hatállyal dr. Molnár György lett Dunakeszi jegyzője, 2012. júniustól pedig dr. Bábosik Dóra aljegyzőjeként kezdett dolgozni. 2012. januártól új városi intézmény a Dunakeszi Városi Sportigazgatóság jött létre, melynek vezetőjévé Seltenreich József lett kinevezve, ezzel egy időben lemond a Dunakeszi Kinizsi Utánpótlás Sportegyesület elnöki posztjáról, melyet 2003-tól töltött be. Ez az intézmény vette kezébe a gyorsan növekvő város sportirányítását és sportfejlesztési koncepciójának kialakítását, melynek eredményeként újra megrendezésre kerül minden évben a Futakeszi, amely a város legnagyobb tömegsport rendezvénye és komoly sportlétesítmény fejlesztés veszi kezdetét. BMX és gördeszka pálya, Magyarság és Kinizsi sportinfrastruktúra fejlesztések, asztalitenisz terem. Megindul egy városi sportegyesület létrehozásának folyamata, mely sok konfliktussal jár, de hosszútávon egy sikeres pályára állítja a város sportéletét. Elkezdődik a később Dunakeszi Sportmodellként ismertté váló iskolai és óvodai sportképzési program kialakítása.
Fodor Sándorné 2012. december 22-én elhunyt, így a 7. sz. választókörzetben időközi választásokat tartottak, 2013. március 24-én. A névjegyzékbe vett 3075 fő 1133 érvényes szavazatot adott le a négy jelöltre.
A 2013. évi időközi választások eredménye a Dunakeszi 7. sz. választókörzetben
| Név                         | Jelölő szervezet | Kapott szavazatok száma | Százalékos eredmény |
| Benkő Tamás                 | Fidesz-MPSZ      | 563                     | 49,7                |
| Oláh Noémi                  | független        | 249                     | 21,9                |
| Bernát Kristóf              | Jobbik           | 168                     | 14,8                |
| Feketéné dr. Miczki Melinda | MSZP             | 153                     | 13,5                |

2012. szeptember 15-i hatállyal Péter Zoltán őrnagy, Dunakeszi Városi Rendőrkapitányságának vezetője megbízását visszavonták, helyére Tóth Csaba alezredes került, megbízott kapitányként. 2013 februárjától Dunakeszin is működni kezdett négy fővel a körzeti megbízotti rendszer, amelynek kitűzött célja volt, hogy a rendőrség közvetlen kapcsolatot tudjon tartani az állampolgárokkal, az önkormányzattal és a helyi szervekkel.
2013. január 1-jétől Dunakeszi járásközponttá vált, azóta Dunakeszi Járási Hivatal központjaként a dunakeszi polgárok mellett Fót, Göd és Csomád lakóit is itt intézhetik ügyeiket. A hivatal vezetője dr. Bíró Attila lett.
A képviselő-testület hosszú távú és konkrétumokat tartalmazó fejlesztési tervet dolgozott ki. Elfogadta a 2010 és 2014 között szilárd burkolattal ellátandó utcák névsorát, továbbá a veszélyes útkereszteződések biztonságosabbá tételéről, új gyalogátkelőhelyek kiépítéséről is határozatok születtek. Koncepció készült a városi kerékpárút-hálózat kiépítéséről és a játszóterek fejlesztéséről, és ezek végrehajtása is nagymértékben előrehaladt a ciklus során. Nagy hangsúlyt helyeztek a bölcsődei és óvodai férőhelyek bővítésére, a közintézmények renoválására, bővítésére, a tömegsport megújítására, a rendőrséggel és a polgárőrséggel együttműködve pedig a közbiztonság erősítésére. A közösség erősítésére együttműködést kezdeményezett a város vezetősége a helyi ipari társaságokkal, illetve a civil szervezetekkel. A közösségi élet is új nívóra emelkedett: a Programiroda számos, több ezer látogatót is vonzó rendezvény szervezésébe kezdett. Így vált mára hagyománnyá a háromnapos Dunakeszi Feszt, amelyet első alkalommal 2011-ben rendeztek meg, és napjainkban ez a legnagyobb közösségi esemény a településen. Emellett azonban meghonosították a Városi Mikulás Ünnepséget (2013-tól), a Dunakeszi Viadalt (2012-től), az Újévi koncertet (2014-től). Az eddig is megrendezett események (Majális, Gyereknap, Szent Mihály-napok) új tartalommal töltve, nagy érdeklődésre tartanak számot minden esztendőben.

## A hetedik önkormányzati ciklus (2014–2019)

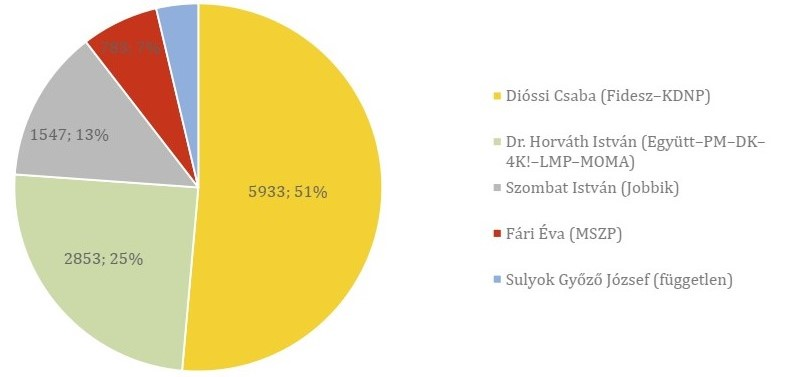
A dunakeszi polgármester-választás eredményei, 2014 (forrás: www.valasztas.hu)

Október 22-én tartották meg Dunakeszin is az önkormányzati választásokat. A 33.262 választásra jogosult polgár 11.541 érvényes szavazatot adott le, amelynek következtében a képviselő-testület az alábbi táblázatban bemutatottaknak megfelelően alakult.
Dunakeszi Város Képviselő-testületének 2014-ben mandátumot nyert tagjai
| 1. vk.             | Csoma Attila                | Fidesz–KDNP               |
| 2. vk.             | Kárpáti Zoltán              | Fidesz–KDNP               |
| 3. vk.             | Szabó József                | Fidesz–KDNP               |
| 4. vk.             | Seltenreich József          | Fidesz–KDNP               |
| 5. vk.             | Dr. Kováts Sebestyén László | Fidesz–KDNP               |
| 6. vk.             | Hircz Tamás Lajos           | független                 |
| 7. vk.             | Benkő Tamás                 | Fidesz-KDNP               |
| 8. vk.             | Dr. Thoma Csaba             | Fidesz-KDNP               |
| 9. vk.             | Bocsák Istvánné             | Fidesz-KDNP               |
| 10. vk.            | Erdész Zoltán               | Fidesz-KDNP               |
| Listás képviselők: |                             |                           |
|                    | Ábri Ferenc                 | MSZP                      |
|                    | Lukácsi Bálint              | Együtt–PM–DK–4K!–MLP–MOMA |
|                    | Nyíri Márton                | Jobbik                    |
|                    | Radnóti Henrik              | Együtt–PM–DK–4K!–MLP–MOMA |

A polgármesteri székért öten indultak, közülük az addigi polgármester, Dióssi Csaba (Fidesz–KDNP) kapott ismét 50% feletti támogatást, így ismét ő került a város élére, az alpolgármester, immár ötödször, Erdész Zoltán lett. A hivatal élén dr. Molnár György jegyző áll. A nemzetiségi önkormányzatok vezetői Kirov Gábor Mihály (bolgár), Ábri Ferenc (roma) és dr. Mervald Anna (német) lettek. A Fidesz-KDNP frakció felvette a Szeretünk Dunakeszi nevet, vezetője ismét Seltenreich József lett. 
Az új képviselő-testület is együttműködési nyilatkozatot írt alá a 2015. február 9-ei, ünnepi testületi ülésen. Ennek értelmében a 2014 és 2019 közötti önkormányzati ciklusban Dunakeszi város fejlődése érdekében kívánnak dolgozni és elfogadják az együttműködésben foglalt célokat. A korábbiakban bevált tanácsnoki rendszert az önkormányzat az új ciklusban is folytatta, Bocsák István Károlyné családügyi főtanácsnoki, dr. Thoma Csaba nemzetiségi ügyekért felelős, Kárpáti Zoltán külügyi, Lukács Bálint ifjúságvédelmi és drogprevenciós, Seltenreich József, aki az eddigi összes önkormányzati választáson képviselőként bizalmat kapott ifjúsági és sport, Szabó József társadalmi kapcsolatokért felelős, míg Radnóti Henrik rendezett városért felelős tanácsnoki posztot kapott. A tanácsnokok tevékenységükről minden évben számot adtak (és adnak) a képviselő-testület előtt. Radnóti Henrik tanácsnoki beszámolóját azonban a képviselők 2015. július 30-ai ülésükön nem fogadták el, a testület 157/2015. (XII. 30.) sz. határozatával felmentette a képviselőt tanácsnoki pozíciójából.
A városi képviselő-testületet is érintette, hogy 2014-ben változott az önkormányzati képviselőség feltételeit taglaló jogszabály, belekerült, hogy köztartozással – jellemzően adóhátralékkal – bíró képviselők méltatlanná válnak posztjuk betöltésére, ezért bíróságnak meg kell szüntetnie mandátumukat. Dunakeszin a jogszabály megszületése időpontjában ez több képviselőt is érintett, közülük azonban csak az MSZP-listán bekerült Ábri Ferenc nem rendezte tartozását a megadott határidőn belül. Végül bíróság mondta ki, hogy – a jogszabálynak megfelelően – Ábri Ferenc méltatlanná vált a poszt betöltésére. A képviselő a döntést elfogadta, később úgy tervezte, hogy – tartozása rendezését követően – visszatér a helyi politikába. Ábri helyét Bilinszky Ferenc foglalta el, aki egyben a Pénzügyi és Jogi Bizottság elnöki posztját is átvette. 2016. június 28-án lemondott Nyíri Márton (Jobbik) képviselő, helyét Varga Zoltán Péter foglalta el.
Dunakeszi város önkormányzati intézményeinek átszervezése során, 2016. augusztus 31-én létrejött a Dunakeszi Óvodai és Humán Szolgáltató Központ és Könyvtár. A képviselő-testület döntése alapján a központba integrálták az Eszterlánc, a Játszóház és a Piros Óvodát, valamint a Kölcsey Ferenc Városi Könyvtárat is. A cél az volt, hogy a Humán Szolgáltató Központ – mint többcélú közös igazgatású köznevelési intézmény – kezelje és intézze a családsegítő és gyermekjóléti, valamint a bölcsődei szolgáltatási és az óvodai nevelési, továbbá a nyilvános könyvtári feladatokat. A központ kezeli ezen intézmények gazdálkodási adminisztrációját, segíti a hatékonyabb humánerőforrás-felhasználást, valamint a munkafolyamatok és a gazdálkodási feladatok koncentrált tervezését, irányítását, koordinálását végzi, egyúttal hatékonyabbá teszi a szakmaközi kapcsolatokat. Az intézmény vezetésével Szabóné Ónodi Valériát bízta meg a testület.
Változás következett be a Dunakeszi Járási Hivatal élén is, ahol Bíró Attilát 2017. július 15-ei hatállyal Imre Zsolt váltotta.

## A nyolcadik önkormányzati ciklus (2019–2024)

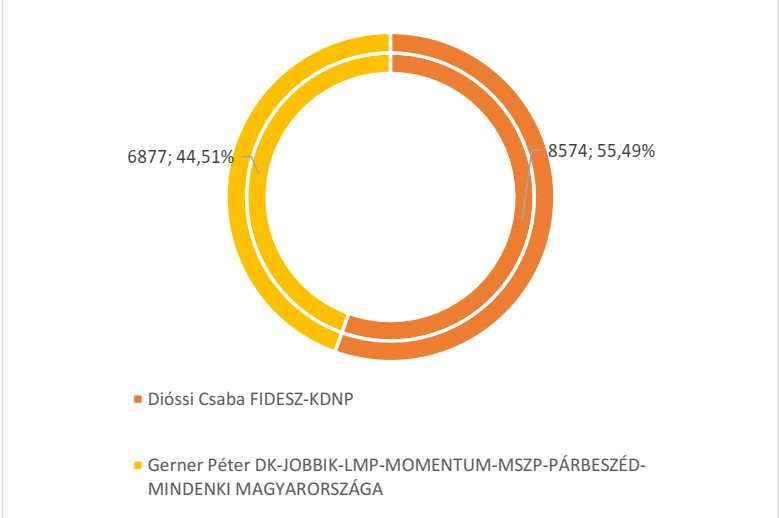
A dunakeszi polgármester-választás eredménye, 2019 (forrás: www.valasztas.hu)

A 2019. évi önkormányzati választásokon ismét Dióssi Csabát választották polgármesternek, az alpolgármesterek Erdész Zoltán, Sipos Dávid és Nyíri Márton lettek.  
Dunakeszi Város Képviselő-testületének 2019-ben mandátumot szerzett tagjai
| 1. vk.             | Csoma Attila       | FIDESZ–KDNP                                             |
| 2. vk.             | Varga Zoltán Péter | DK–JOBBIK–LMP–MOMENTUM–PÁRBESZÉD–MINDENKI MAGYARORSZÁGA |
| 3. vk.             | Szabó József       | FIDESZ–KDNP                                             |
| 4. vk.             | Seltenreich József | FIDESZ–KDNP                                             |
| 5. vk.             | Bilinszky Ferenc   | DK–JOBBIK–LMP–MOMENTUM–PÁRBESZÉD–MINDENKI MAGYARORSZÁGA |
| 6. vk.             | Hircz Tamás        | független                                               |
| 7. vk.             | Benkő Tamás        | FIDESZ–KDNP                                             |
| 8. vk.             | Pethő Krisztián    | FIDESZ–KDNP                                             |
| 9. vk.             | Sipos Dávid        | FIDESZ–KDNP                                             |
| 10. vk.            | Erdész Zoltán      | FIDESZ–KDNP                                             |
| Listás képviselők: |                    |                                                         |
|                    | Bilinszky Ádám     | DK–JOBBIK–LMP–MOMENTUM–PÁRBESZÉD–MINDENKI MAGYARORSZÁGA |
|                    | Kárpáti Zoltán     | FIDESZ–KDNP                                             |
|                    | Lukácsi Bálint     | DK–JOBBIK–LMP–MOMENTUM–PÁRBESZÉD–MINDENKI MAGYARORSZÁGA |
|                    | Nagy Attila        | DK–JOBBIK–LMP–MOMENTUM–PÁRBESZÉD–MINDENKI MAGYARORSZÁGA |

A településen bolgár (3 fő) és német (5 fő) települési nemzetiségi önkormányzat is alakult.
A képviselő-testület ünnepélyes megalakulását követően Dióssi Csaba a korábban megkezdett programok folytatása mellett foglalt állást. Kiemelte az új óvoda megnyitását, továbbá a két új középiskola megépítését, amely utóbbiakról kormányhatározat született.
A  Szeretünk Dunakeszi képviselőcsoport vezetője ismét Seltenreich József lett. Továbbra is tanácsnoki rendszerben működik a testület a kötelező Jogi és Ügyrendi bizottsággal.  